# Катя Стоянова
Катя Василева Стоянова е българска оперна певица, мецосопран.

## Биография
Родена е в бесарабския град Болград в семейство на любители музиканти. Учи оперно пеене при прочути за времето си вокални педагози в Дрезден, Виена и Мюнхен.
Още с пристигането си в България през 1899 година заминава на концертно турне из страната с други изпълнители от родния си край като певеца Константин Михайлов-Стоян и пианистката Мара Черен. След завръщането си от турнето започва работа като гимназиална учителка по пеене и на това поприще се изявява до 1905 година. През учебната 1904 – 1905 година преподава в новоразкритото Частно музикално училище, което е първото музикално училище в България и предшественик на Национално музикално училище „Любомир Пипков“. От 1905 до 1907 година Катя Стоянова прави специализация в Мюнхен, а след завръщането си и до 1921 година продължава да работи като учител.
Наред с изпълнителските си изяви, Катя Стоянова основава и дирижира дамски хор при читалище „Славянска беседа“, с който взема участие в редица благотворителни прояви. Носител е на орден „За гражданска заслуга“ – I степен.

## Роли
В периодите 1913 – 1915 и 1917 – 1921 Стоянова пее на сцената на Българска оперна дружба, като дебютът ѝ на 7 април 1913 година е в ролята на Кармен от едноименната опера на Жорж Бизе. Други роли, които тя изпълнява, са на:
- Амнерис в „Аида“ от Джузепе Верди – 1914 г.,
- Азучена в „Трубадур“ от Джузепе Верди – 1914 г.,
- Есмералда в „Психея“ от Богдана Гюзелева-Вулпе – 1914 г.,
- Хана в „Продадена невеста“ от Бедржих Сметана – 1919 г.,
- Олга в „Евгений Онегин“ от Пьотр Чайковски – 1919 г.,
- Филипевна в „Евгений Онегин“ от Пьотр Чайковски – 1920 г.